# John Henry Thorpe
John Henry Thorpe est un homme politique britannique né le 3 août 1887 à Cork, en Irlande, et mort le 31 octobre 1944.

## Biographie
John Henry Thorpe est le fils de l'archidiacre de Macclesfield John Thorpe (1855-1932). Il fait des études de droit au Trinity College de l'université d'Oxford pour devenir barrister, un métier qu'il commence à pratiquer à l'Inner Bar en 1911. Durant la Première Guerre mondiale, des problèmes de santé lui évitent d'être envoyé à Gallipoli. Il reste donc en Égypte, où il se consacre à diverses tâches juridiques. Il est décoré officier de l'Ordre de l'Empire britannique en 1919.
Thorpe fait également carrière dans la politique au sein du Parti conservateur. En 1919, il est élu député de la circonscription de Manchester Rusholme lors d'une élection partielle déclenchée par la mort de Robert Burdon Stoker (en). Il conserve son siège lors des élections générales de 1922, mais il est battu l'année suivante par le candidat libéral Charles Masterman.
John Henry Thorpe se marie le 19 décembre 1922 à l'église Sainte-Marguerite de Westminster avec Ursula Norton-Griffiths, la fille aînée du baronnet John Norton-Griffiths. Leur fils Jeremy (1929-2014) devient à son tour député en 1959 et dirige le Parti libéral de 1967 à 1976.